# Districte de Gilé
El districte de Gilé és un districte de Moçambic, situat a la província de Zambézia. Té una superfície de 8.875 kilòmetres quadrats. En 2007 comptava amb una població de 169.285 habitants. Limita al nord amb el districte de Ribáuè de la província de Nampula, a l'oest amb el districte d'Alto Molócuè, al sud-oest amb el districte d'Ile, al sud amb el districte de Pebane, a l'est amb els districtes de Mogovolas i Moma, ambdós de la província de Nampula i al nord-est amb el districte de Murrupula, també de la província de Nampula.

## Divisió administrativa
El districte està dividit en dos postos administrativos (Alto Ligonha i Gilé), compostos per les següents localitats:
- Posto Administrativo d'Alto Ligonha:
  - Alto Ligonha
  - Inxotcha
  - Mirali
  - Muiane
  - Namihali
  - Namireco
  - Pury
- Posto Administrativo de Gilé:
  - Gilé
  - Kaiane
  - Mamala
  - Manhope
  - Moniea
  - Naheche
  - Uape